# Орликово (Польша)
Орликово (пол. Orlikowo) — деревня в Ломжинском повете Подляского воеводства Польши. Входит в состав гмины Едвабне. По данным переписи 2011 года, в деревне проживало 307 человек.

## География
Деревня расположена на северо-востоке Польши, на расстоянии приблизительно 21 километра к северо-востоку от города Ломжа, административного центра повета. Абсолютная высота — 164 метра над уровнем моря. К востоку от Орликово проходит региональная автодорога 668.

## История
Деревня была основана в середине XV века. Согласно «Списку населенных мест Ломжинской губернии», в 1906 году в деревне Орликово проживало 338 человек (167 мужчин и 171 женщина). В конфессиональном отношении всё население деревни исповедовало католицизм. В административном отношении деревня входила в состав гмины Едвабно Кольненского уезда.
В период с 1975 по 1998 годы Орликово являлось частью Ломжинского воеводства.